# Weißliche Zistrose
Die Weißliche Zistrose (Cistus albidus)  ist eine Pflanzenart aus der Gattung der Zistrosen (Cistus) in der Familie  der Zistrosengewächse (Cistaceae).

## Merkmale

### Vegetative Merkmale
Der immergrüne, schwach aromatisch riechende, dichte Strauch erreicht Wuchshöhen von 40 bis 150 cm. Die etwa 2 bis 5 cm langen und 0,5 bis 2 cm breiten Laubblätter sind elliptisch bis eiförmig geformt, sitzend-halbstängelumfassend und kreuzgegenständig angeordnet. Sie sind rundspitzig bis stumpf und auf der Blattober- und Blattunterseite dicht weißfilzig behaart und besitzen an der Unterseite drei deutlich erhabene Nerven. Der Rand der Laubblätter ist nicht gewellt.

### Generative Merkmale
Die Blüten erscheinen einzeln oder in wenigblütigen Zymen. Die zwittrigen Blüten mit doppelter Blütenhülle messen etwa 4 bis 6,5 cm im Durchmesser und sitzen an 5 bis 25 mm langen, behaarten Stielen. Die fünf feinhaarigen, spitzen Kelchblätter sind eiförmig und filzig behaart. Die fünf rosaroten, verkehrt-eiförmigen, zerknitterten Kronblätter sind 2–3 mal so lang wie der Kelch. Sie fallen nach wenigen Stunden von der Pflanze ab. Der Griffel mit großer, kopfiger Narbe des oberständigen Fruchtknotens ist fast so lang wie die zahlreichen orangefarbenen, kurzen Staubblätter.
Die eiförmige, 6–8 mm lange, holzige, vielsamige, behaarte und lokulizidale Kapselfrucht mit beständigem Kelch ist fünfklappig. Die harten kantigen Samen sind 1–2 Millimeter groß.
Blütezeit ist von April bis Juni.
Die Chromosomenzahl beträgt 2n = 18.

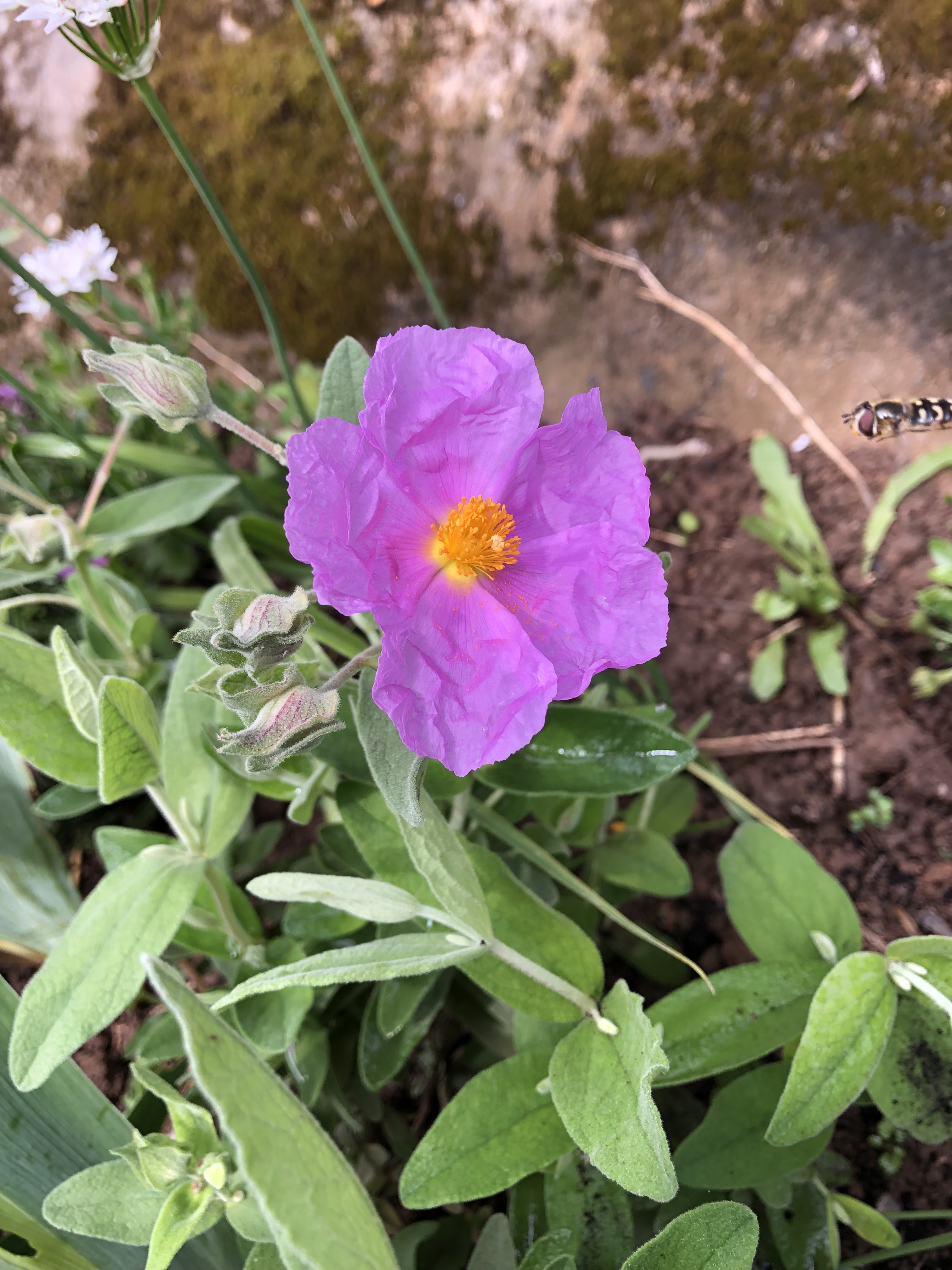
Bestäubung durch Schwebfliege

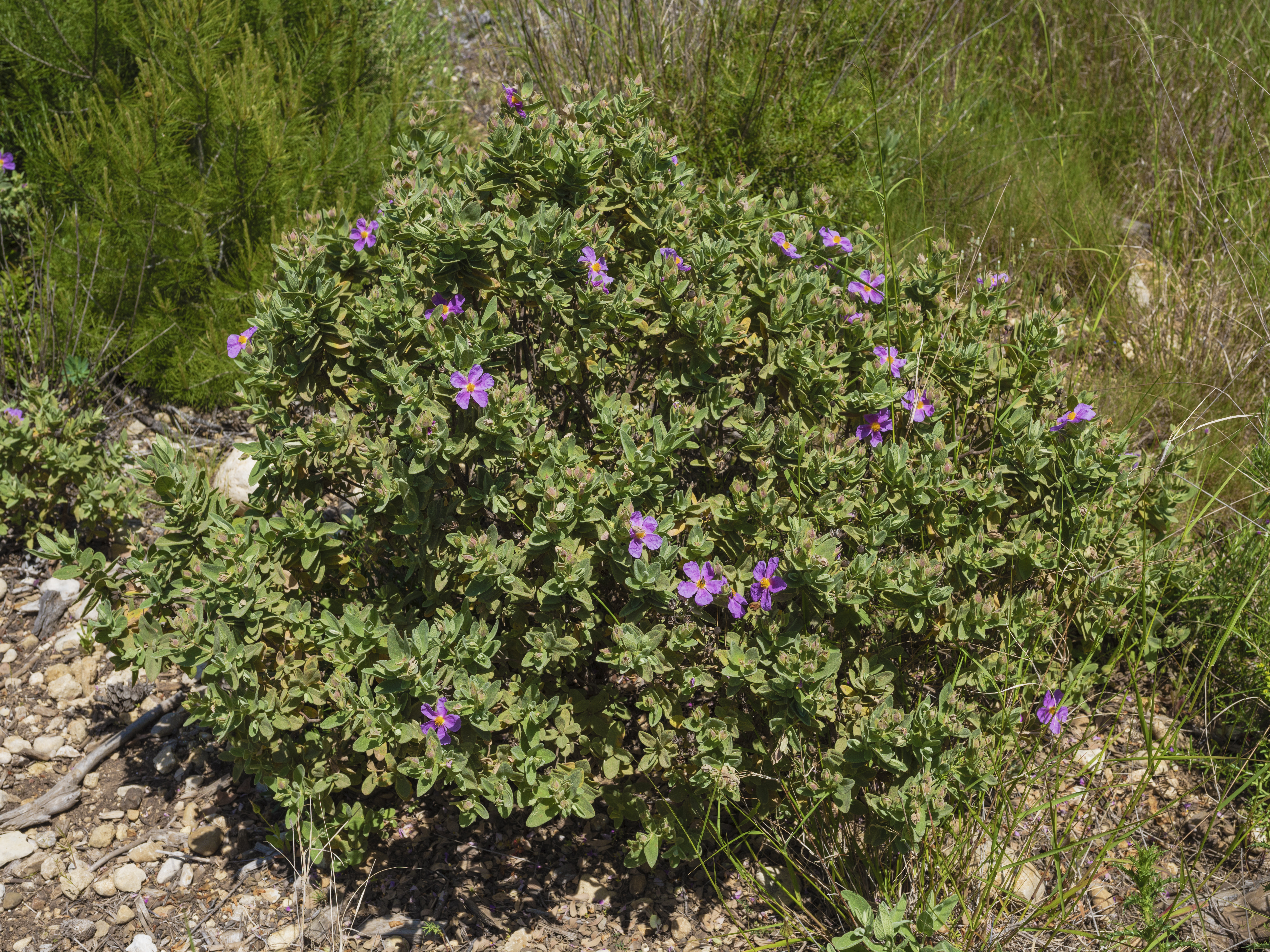
Habitus

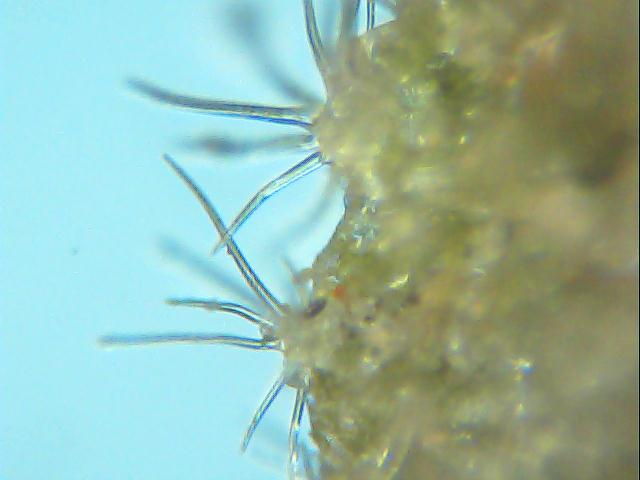
Behaarung

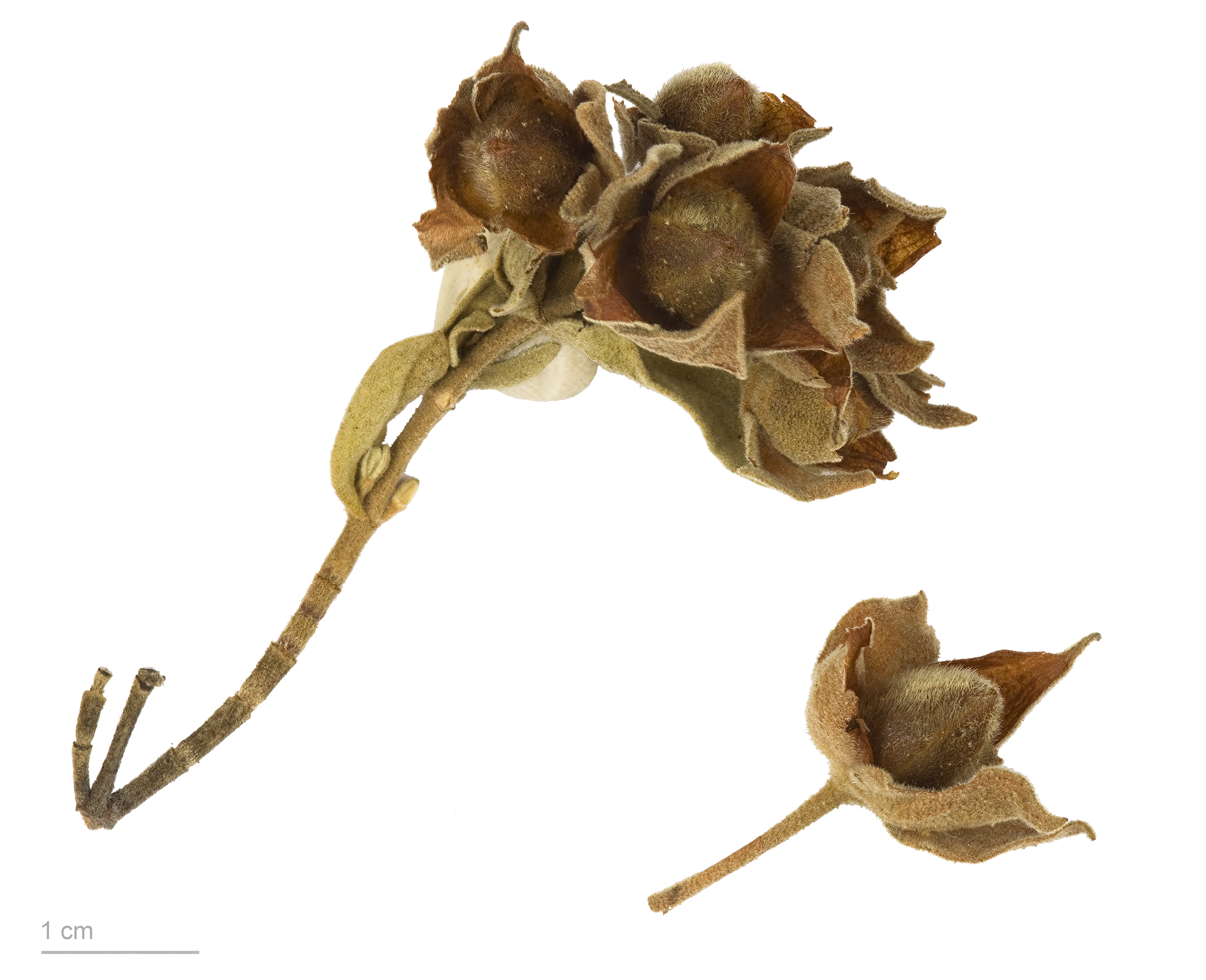
Kapselfrüchte

## Verbreitung
Die Weißliche Zistrose ist eine typische westmediterrane Pflanze, deren östliche Verbreitungsgrenze von Norditalien über Korsika und Sardinien nach Nordafrika verläuft. Ihr Areal reicht von Marokko und Algerien bis Spanien, Portugal, Frankreich und Italien.

## Standort
Die Weißliche Zistrose besiedelt Garigues, Macchien, lichte offene Wälder vorzugsweise auf Mergelböden auf neogenen Substraten.

## Nutzung
Als Zierstrauch ist die Art seit 1640 in Kultur.